# Zhuangologia
Zhuangologia (chin. 壯學/壮学, pinyin Zhuàngxué) se referă la studiul lucrurilor legate de Zhuang, inclusiv istoria sa, religia, limba, politica, cultură, economic, literatură, artă, precum și a unor colecții legate de Zhuang, cum ar fi altare, icoane budiste și scripturi sfinte, cupru tambur,broderie, picturi și tapiserii, bijuterii, măști și opere de artă antice.